# آی‌سی‌آی‌سی‌آی
آی‌سی‌آی‌سی‌آی (انگلیسی: ICICI) شرکت سرمایه‌گذاری هندی است، که در سال ۱۹۹۳ تأسیس شد.